# Bahnstrecke Lausanne–Genf
| RABe 523 im Bahnhof Prilly-Malley |                      |                                                     |                                                     |
| Streckennummer (BAV): | 150                  |                                                     |                                                     |
| Fahrplanfeld: | 150                  |                                                     |                                                     |
| Streckenlänge: | 70 km                |                                                     |                                                     |
| Spurweite: | 1435 mm (Normalspur) |                                                     |                                                     |
| Stromsystem: | 15 kV 16,67 Hz ~     |                                                     |                                                     |
| Streckengeschwindigkeit: | 160 km/h             |                                                     |                                                     |
| Zweigleisigkeit: | Durchgängig          |                                                     |                                                     |
| |                      |                                                     |                                                     |
| \| \| \| von Brig–St-Maurice R 3 R 4 –Cully R 1 R 2 \| \| \| \| \| von Bern–Palézieux R 5 R 6 \| \| \| \| \| Linie M2 der Métro Lausanne \| \| \| \| 0,0 \| Lausanne \| Lausanne \| \| \| \| \| \| \| \| \| Linie M1 der Métro Lausanne \| \| \| \| \| Anschluss TriDEL (Kehrichtverbrennung) \| \| \| \| 1,6 \| Lausanne-Sébeillon (Güterbahnhof) \| Lausanne-Sébeillon (Güterbahnhof) \| \| \| 2,3 \| Prilly-Malley 2011 eröffnet[1] \| Prilly-Malley 2011 eröffnet[1] \| \| \| \| \| \| \| \| 4,5 \| Renens VD \| Renens VD \| \| \| \| Linie M1 der Métro Lausanne \| \| \| \| \| nach Grandson R 1 R 2 –Biel/Bienne und \| \| \| \| \| nach Vallorbe R 3 R 4 \| \| \| \| 7,4 \| von Biel/Bienne und Vallorbe \| von Biel/Bienne und Vallorbe \| \| \| \| \| \| \| \| \| Venoge \| \| \| \| 8,4 \| Denges-Echandens \| Denges-Echandens \| \| \| \| Lausanne-Triage (Rangierbahnhof) \| \| \| \| \| \| \| \| \| 10,1 \| Lonay-Préverenges \| Lonay-Préverenges \| \| \| 11,2 \| Morges-St-Jean \| Morges-St-Jean \| \| \| 12,5 \| Morges \| Morges \| \| \| \| MBC nach Bière/L’Isle \| \| \| \| \| Morges \| \| \| \| \| Boiron de Morges \| \| \| \| 14,7 \| Tolochenaz Seit 2011 nicht mehr bedient \| Tolochenaz Seit 2011 nicht mehr bedient \| \| \| 16,9 \| St-Prex \| St-Prex \| \| \| 19,4 \| Etoy \| Etoy \| \| \| \| Aubonne-Viadukt \| \| \| \| \| Allaman-Aubonne-Gimel-Bahn von Gimel \| \| \| \| 21,4 \| Allaman Endpunkt R 5 R 6 \| Allaman Endpunkt R 5 R 6 \| \| \| 24,4 \| Perroy aufgehoben Dezember 2004 \| Perroy aufgehoben Dezember 2004 \| \| \| 26,7 \| Rolle \| Rolle \| \| \| \| Übergang zur Strassenbahn Rolle–Gimel \| \| \| \| \| Gillière \| \| \| \| 29,7 \| Gilly-Bursinel aufgehoben Dezember 2004 \| Gilly-Bursinel aufgehoben Dezember 2004 \| \| \| 33,8 \| Gland \| Gland \| \| \| \| Gland–Begnins nach Begnins \| \| \| \| \| Promenthouse \| \| \| \| \| Asse \| \| \| \| 37,0 \| Prangins aufgehoben Dezember 2004 \| Prangins aufgehoben Dezember 2004 \| \| \| 38,5 \| Nyon \| Nyon \| \| \| \| \| \| \| \| \| Chemin de fer Nyon–Saint-Cergue–Morez nach La Cure \| \| \| \| \| Bahnstrecke Nyon–Crassier nach Crassier \| \| \| \| \| Boiron de Nyon \| \| \| \| 41,9 \| Crans-près-Céligny aufgehoben Dezember 2004 \| Crans-près-Céligny aufgehoben Dezember 2004 \| \| \| 43,5 \| Céligny aufgehoben Dezember 2004 \| Céligny aufgehoben Dezember 2004 \| \| \| 44,8 \| Founex aufgehoben Dezember 2004 \| Founex aufgehoben Dezember 2004 \| \| \| \| Aufteilung der Gleise für Fern- und Regionalverkehr \| \| \| \| 47,0 \| Coppet Endpunkt L 1 L 2 L 3 L 4 \| Coppet Endpunkt L 1 L 2 L 3 L 4 \| \| \| 48,2 \| Tannay \| Tannay \| \| \| 49,5 \| Mies \| Mies \| \| \| 51,1 \| Pont-Céard \| Pont-Céard \| \| \| 52,0 \| Versoix \| Versoix \| \| \| \| Versoix \| \| \| \| 53,8 \| Creux-de-Genthod \| Creux-de-Genthod \| \| \| 54,8 \| Genthod-Bellevue \| Genthod-Bellevue \| \| \| 55,8 \| Les Tuileries \| Les Tuileries \| \| \| 56,6 \| Chambésy \| Chambésy \| \| \| 58,9 \| Genève-Sécheron \| Genève-Sécheron \| \| \| 60,3 \| Genève-Cornavin \| Genève-Cornavin \| \| \| \| Tagbautunnel St-Jean (843 m) \| \| \| \| \| nach Annemasse L 1 L 2 L 3 L 4 \| \| \| \| \| \| \| \| \| \| Saut-de-Mouton-Tunnel (1729 m) \| \| \| \| \| Bahnstrecke Genève–Annemasse von Annemasse \| \| \| \| \| \| \| \| \| 64,0 \| Châtelaine \| Châtelaine \| \| \| \| Bahnstrecke Lyon–Genève nach Lyon \| \| \| \| \| Tunnel ICC (338 m) \| \| \| \| \| \| \| \| \| 66,2 \| Genève-Aéroport \| Genève-Aéroport \| |                      |                                                     |                                                     |
| |                      | von Brig–St-Maurice R 3 R 4 –Cully R 1 R 2          |                                                     |
| Abzweig geradeaus und von rechts |                      | von Bern–Palézieux R 5 R 6                          | von Bern–Palézieux R 5 R 6                          |
| U-Bahn-Strecke von links (im Tunnel) · Kreuzung mit U-Bahn mit Tunnelstrecke |                      | Linie M2 der Métro Lausanne                         | Linie M2 der Métro Lausanne                         |
| U-Bahn-Bahnhof (im Tunnel) · Bahnhof | 0,0                  | Lausanne                                            | Lausanne                                            |
| U-Bahn-Strecke nach rechts (im Tunnel) · Strecke |                      |                                                     |                                                     |
| Kreuzung mit U-Bahn geradeaus unten |                      | Linie M1 der Métro Lausanne                         | Linie M1 der Métro Lausanne                         |
| Verschwenkung von rechts |                      | Anschluss TriDEL (Kehrichtverbrennung)              | Anschluss TriDEL (Kehrichtverbrennung)              |
| Dienststation / Betriebs- oder Güterbahnhof · Strecke | 1,6                  | Lausanne-Sébeillon (Güterbahnhof)                   | Lausanne-Sébeillon (Güterbahnhof)                   |
| Strecke · Haltepunkt / Haltestelle | 2,3                  | Prilly-Malley 2011 eröffnet                         | Prilly-Malley 2011 eröffnet                         |
| Verschwenkung nach links · Verschwenkung nach rechts |                      |                                                     |                                                     |
| Bahnhof · U-Bahn-Kopfbahnhof Streckenanfang | 4,5                  | Renens VD                                           | Renens VD                                           |
| Strecke · U-Bahn-Strecke nach links |                      | Linie M1 der Métro Lausanne                         | Linie M1 der Métro Lausanne                         |
| Abzweig geradeaus und nach rechts |                      | nach Grandson R 1 R 2 –Biel/Bienne und              | nach Grandson R 1 R 2 –Biel/Bienne und              |
| Strecke |                      | nach Vallorbe R 3 R 4                               | nach Vallorbe R 3 R 4                               |
| Abzweig geradeaus und von rechts | 7,4                  | von Biel/Bienne und Vallorbe                        | von Biel/Bienne und Vallorbe                        |
| Verschwenkung von links · Verschwenkung von rechts |                      |                                                     |                                                     |
| Brücke über Wasserlauf · Brücke über Wasserlauf |                      | Venoge                                              | Venoge                                              |
| Haltepunkt / Haltestelle · Strecke | 8,4                  | Denges-Echandens                                    | Denges-Echandens                                    |
| Strecke · Dienststation / Betriebs- oder Güterbahnhof |                      | Lausanne-Triage (Rangierbahnhof)                    | Lausanne-Triage (Rangierbahnhof)                    |
| Verschwenkung nach links · Verschwenkung nach rechts |                      |                                                     |                                                     |
| Haltepunkt / Haltestelle | 10,1                 | Lonay-Préverenges                                   | Lonay-Préverenges                                   |
| Haltepunkt / Haltestelle | 11,2                 | Morges-St-Jean                                      | Morges-St-Jean                                      |
| Kopfbahnhof Streckenanfang · Bahnhof | 12,5                 | Morges                                              | Morges                                              |
| Strecke nach rechts · Strecke |                      | MBC nach Bière/L’Isle                               | MBC nach Bière/L’Isle                               |
| Brücke über Wasserlauf |                      | Morges                                              | Morges                                              |
| Brücke über Wasserlauf |                      | Boiron de Morges                                    | Boiron de Morges                                    |
| ehemaliger Haltepunkt / Haltestelle | 14,7                 | Tolochenaz Seit 2011 nicht mehr bedient             | Tolochenaz Seit 2011 nicht mehr bedient             |
| Bahnhof | 16,9                 | St-Prex                                             | St-Prex                                             |
| Haltepunkt / Haltestelle | 19,4                 | Etoy                                                | Etoy                                                |
| Brücke über Wasserlauf |                      | Aubonne-Viadukt                                     | Aubonne-Viadukt                                     |
| Abzweig quer und von rechts (Strecke außer Betrieb) · Kreuzung (Querstrecke außer Betrieb) · Strecke von rechts (außer Betrieb) |                      | Allaman-Aubonne-Gimel-Bahn von Gimel                | Allaman-Aubonne-Gimel-Bahn von Gimel                |
| Kopfbahnhof Streckenende (Strecke außer Betrieb) · Bahnhof · Betriebs-/Güterbahnhof Streckenende (Strecke außer Betrieb) | 21,4                 | Allaman Endpunkt R 5 R 6                            | Allaman Endpunkt R 5 R 6                            |
| ehemaliger Haltepunkt / Haltestelle | 24,4                 | Perroy aufgehoben Dezember 2004                     | Perroy aufgehoben Dezember 2004                     |
| Bahnhof | 26,7                 | Rolle                                               | Rolle                                               |
| Haltepunkt / Haltestelle quer (Strecke außer Betrieb) · Kreuzung geradeaus oben (Querstrecke außer Betrieb) |                      | Übergang zur Strassenbahn Rolle–Gimel               | Übergang zur Strassenbahn Rolle–Gimel               |
| Brücke über Wasserlauf |                      | Gillière                                            | Gillière                                            |
| ehemaliger Haltepunkt / Haltestelle | 29,7                 | Gilly-Bursinel aufgehoben Dezember 2004             | Gilly-Bursinel aufgehoben Dezember 2004             |
| Kopfbahnhof Streckenanfang (Strecke außer Betrieb) · Bahnhof | 33,8                 | Gland                                               | Gland                                               |
| Strecke nach rechts (außer Betrieb) · Strecke |                      | Gland–Begnins nach Begnins                          | Gland–Begnins nach Begnins                          |
| Brücke über Wasserlauf |                      | Promenthouse                                        | Promenthouse                                        |
| Brücke über Wasserlauf |                      | Asse                                                | Asse                                                |
| ehemaliger Haltepunkt / Haltestelle | 37,0                 | Prangins aufgehoben Dezember 2004                   | Prangins aufgehoben Dezember 2004                   |
| Kopfbahnhof Streckenanfang · Bahnhof · Kopfbahnhof Streckenanfang (Strecke außer Betrieb) | 38,5                 | Nyon                                                | Nyon                                                |
| Abzweig geradeaus und ehemals von links · Kreuzung geradeaus oben (Querstrecke außer Betrieb) · Strecke nach rechts (außer Betrieb) |                      |                                                     |                                                     |
| Strecke nach rechts · Strecke |                      | Chemin de fer Nyon–Saint-Cergue–Morez nach La Cure  | Chemin de fer Nyon–Saint-Cergue–Morez nach La Cure  |
| Abzweig geradeaus und ehemals nach rechts |                      | Bahnstrecke Nyon–Crassier nach Crassier             | Bahnstrecke Nyon–Crassier nach Crassier             |
| Brücke über Wasserlauf |                      | Boiron de Nyon                                      | Boiron de Nyon                                      |
| ehemaliger Haltepunkt / Haltestelle | 41,9                 | Crans-près-Céligny aufgehoben Dezember 2004         | Crans-près-Céligny aufgehoben Dezember 2004         |
| ehemaliger Haltepunkt / Haltestelle | 43,5                 | Céligny aufgehoben Dezember 2004                    | Céligny aufgehoben Dezember 2004                    |
| ehemaliger Haltepunkt / Haltestelle | 44,8                 | Founex aufgehoben Dezember 2004                     | Founex aufgehoben Dezember 2004                     |
| Abzweig geradeaus und nach links · Strecke von halbrechts |                      | Aufteilung der Gleise für Fern- und Regionalverkehr | Aufteilung der Gleise für Fern- und Regionalverkehr |
| Bahnhof · Bahnhof | 47,0                 | Coppet Endpunkt L 1 L 2 L 3 L 4                     | Coppet Endpunkt L 1 L 2 L 3 L 4                     |
| Strecke · Haltepunkt / Haltestelle | 48,2                 | Tannay                                              | Tannay                                              |
| Strecke · Bahnhof | 49,5                 | Mies                                                | Mies                                                |
| Strecke · Haltepunkt / Haltestelle | 51,1                 | Pont-Céard                                          | Pont-Céard                                          |
| Bahnhof · Bahnhof | 52,0                 | Versoix                                             | Versoix                                             |
| Brücke über Wasserlauf |                      | Versoix                                             | Versoix                                             |
| Strecke · Bahnhof | 53,8                 | Creux-de-Genthod                                    | Creux-de-Genthod                                    |
| Strecke · Haltepunkt / Haltestelle | 54,8                 | Genthod-Bellevue                                    | Genthod-Bellevue                                    |
| Strecke · Haltepunkt / Haltestelle | 55,8                 | Les Tuileries                                       | Les Tuileries                                       |
| Strecke · Bahnhof | 56,6                 | Chambésy                                            | Chambésy                                            |
| Strecke · Haltepunkt / Haltestelle | 58,9                 | Genève-Sécheron                                     | Genève-Sécheron                                     |
| Kopfbahnhof Streckenanfang · Bahnhof · Bahnhof | 60,3                 | Genève-Cornavin                                     | Genève-Cornavin                                     |
| Tunnelanfang · Tunnelanfang · Tunnelanfang |                      | Tagbautunnel St-Jean (843 m)                        | Tagbautunnel St-Jean (843 m)                        |
| Strecke · Strecke · Strecke nach halblinks |                      | nach Annemasse L 1 L 2 L 3 L 4                      | nach Annemasse L 1 L 2 L 3 L 4                      |
| Strecke · Tunnelende |                      |                                                     |                                                     |
| Strecke nach links · Kreuzung mit Tunnelstrecke · Strecke von rechts |                      | Saut-de-Mouton-Tunnel (1729 m)                      | Saut-de-Mouton-Tunnel (1729 m)                      |
| Strecke · Abzweig geradeaus und von links |                      | Bahnstrecke Genève–Annemasse von Annemasse          | Bahnstrecke Genève–Annemasse von Annemasse          |
| Strecke · Tunnelende |                      |                                                     |                                                     |
| Dienststation / Betriebs- oder Güterbahnhof · Dienststation / Betriebs- oder Güterbahnhof | 64,0                 | Châtelaine                                          | Châtelaine                                          |
| Strecke · Strecke nach links |                      | Bahnstrecke Lyon–Genève nach Lyon                   | Bahnstrecke Lyon–Genève nach Lyon                   |
| Tunnel |                      | Tunnel ICC (338 m)                                  | Tunnel ICC (338 m)                                  |
| Tunnelanfang |                      |                                                     |                                                     |
| Kopfbahnhof Streckenende (im Tunnel) | 66,2                 | Genève-Aéroport                                     | Genève-Aéroport                                     |

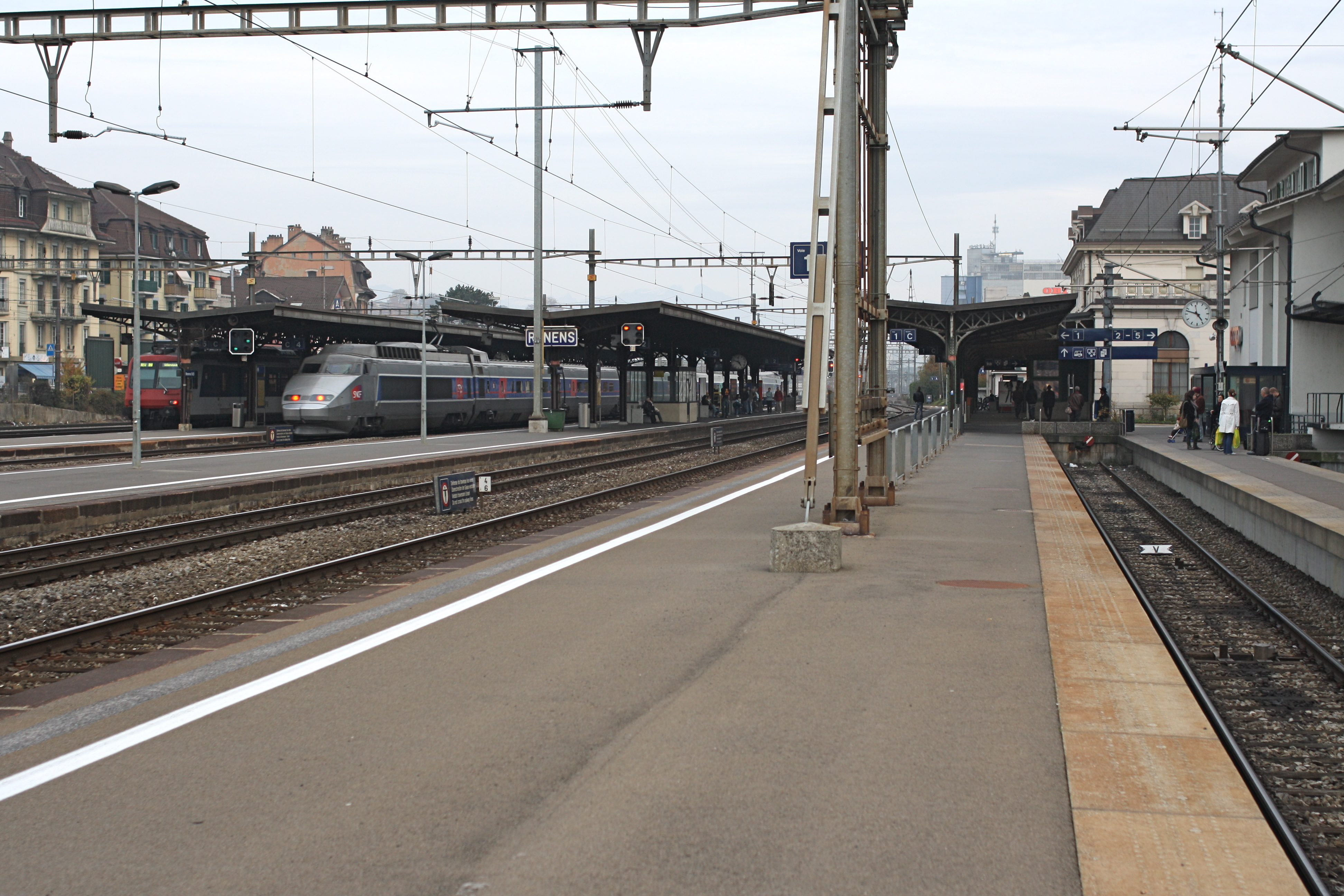
Bahnhof Renens mit TGV der Bauart Sud-Est, rechts das Stumpfgleis der Linie M1 der Métro Lausanne

Die Bahnstrecke Lausanne–Genf ist eine zweigleisige Hauptbahnstrecke in der Schweiz. Sie verfügt über eine wichtige Bedeutung im Personenverkehr und ist die am meisten befahrene Bahnstrecke der Romandie. Sie dient als Zubringer Genfs zur Simplonlinie und zur Strecke nach Bern–Zürich.

## Geschichte

### Eröffnung
Die Anfänge der Bahnstrecke reichen bis ins Jahr 1855 zurück, als die Compagnie de l’Ouest Suisse (OS) im Zuge der Eröffnung der Jurasüdfusslinie den Abschnitt Morges–Renens in Betrieb nahm. 1856 wurde die Verlängerung nach Lausanne vollzogen.
Im März 1858 nahm die Chemin de fer Lyon-Genève (LG) die Strecke zwischen den beiden Städten in Betrieb und eröffnete somit das Teilstück zwischen Genf-Cornavin und der Dienststation La Châtelaine in Betrieb. Einen Monat später nahm die OS ihre Verlängerung von Morges nach Versoix in zwei Etappen in Betrieb. Der Lückenschluss wurde im Juni desselben Jahres vollzogen, als die Chemin de fer Genève–Versoix (GV) die beiden Städte verband.
1949 wurde das Teilstück zwischen Genf und dem Industriegebiet La Praille als Anfangsetappe zur ersehnten Verbindungsstrecke zwischen dem Genfer Hauptbahnhof Cornavin und dem SNCF-Kopfbahnhof Genf-Eaux Vives eröffnet. Die Verbindungsstrecke ging 2019 unter dem Projektnamen CEVA in Betrieb. Bis 2002 war die Strecke dem Güterverkehr vorbehalten, ehe die Station Lancy-Pont Rouge eröffnet wurde und nun auch Personenverkehr abgewickelt wurde. Die Haltestelle spielte während der Fussball-Europameisterschaft 2008 eine wichtige Rolle, da das Stade de Genève in unmittelbarer Nähe liegt.
1971 wurde der Rangierbahnhof Lausanne in Betrieb genommen, der sich bei Denges-Echandens unmittelbar an der Strecke befindet.
1987 wurde der Flughafen Genf mit einer Zweiglinie von der Dienststation La Châtelaine an der Strecke nach Lyon angeschlossen. Die Strecke zum Bahnhof Genève-Aéroport wurde von Anfang an mit 15 kV Wechselspannung betrieben und war seit Betriebsbeginn doppelspurig ausgebaut. Sie ist dem Fernverkehr vorbehalten.
2011 wurde im Rahmen eines Ausbauplans des Réseau Express Vaudois zwischen Rennes und Lausanne die Haltestelle Malley-Prilly eröffnet. Zeitgleich aber wurde die Bedienung des Haltepunktes Tolochenaz aufgehoben.

### Ausbau und Elektrifizierung
Bereits 1868 wurden die Abschnitte Morges–Allaman und Gland–Genf auf Doppelspur ausgebaut. 1872 folgten die Teilstücke Allaman–Gland und Renens–Lausanne, ehe 1879 der letzte verbliebene Abschnitt Morges–Renens ebenfalls zweigleisig wurde.
Die Stunde der Elektrifizierung schlug 1925, als die Strecke mit der SBB-Einphasenwechselspannung 15 kV 16,67 Hz elektrifiziert wurde. Die Zweiglinie nach Lancy folgte 1951. Der Abschnitt Genf–La Châtelaine wurde mit der SNCF-Gleichspannung 1500 Volt elektrifiziert und erhielt erst nach Eröffnung der Genfer Flughafenbahn 1987 zusätzlich Wechselspannung.
Im Zuge der Bahn 2000 wurde 2004 nach zwölfjähriger Planungs- und vierjähriger Bauzeit zwischen Coppet und Genf ein drittes Gleis in Betrieb genommen, auf welchem seitdem der Regionalverkehr abgewickelt wird. Der Fern- und Güterverkehr nutzt weiterhin die bisherige Doppelspur. Die Bahnhöfe zwischen Coppet und Genf wurden auf eingleisige Haltestellen zurückgebaut – die Bahnsteige an der Altstrecke wurden abgebrochen.

### Unfälle
Am 15. September 1959 verursachte ein herabgefallener Zugsicherungsmagnet eines RBe 4/4 bei einem Niveauübergang in der Nähe von Gland die Entgleisung eines mit 125 km/h fahrenden Städteschnellzuges St. Gallen–Genf. Glücklicherweise wurde nur eine Person verletzt.
Am 29. August 1973 entgleisten im Bahnhof Saint-Prex zwölf Wagen eines Güterzuges, der Aluminium nach Chippis transportierte. Dabei kam es zur Kollision mit einem im Bahnhof stehenden Personenzug Lausanne–Genf. Sieben Fahrgäste wurden verletzt.

## Betrieb
Die Strecke ist im Personenverkehr von grosser Bedeutung, sie stellt den Anschluss Genfs ans restliche SBB-Schienennetz her.

### Fernverkehr
Über die volle Strecke verkehren InterCity-Züge nach Bern–Zürich HB–St. Gallen sowie die InterRegio-Züge von Genf Flughafen nach Luzern und Brig. Ab Genf bis Lausanne führen die EuroCity-Züge mit ETR 610 nach Mailand–Venedig und die RegioExpress-Züge Genf-Cornavin–Lausanne über die Strecke. Zudem wird der Abschnitt Genf Flughafen–Morges von den ICN-Neigezügen via Jurasüdfusslinie nach Basel SBB und St. Gallen benutzt.
Zudem dient das Teilstück Lausanne–Renens dem Fernverkehr nach Paris und über die Jurasüdfusslinie.

### Regionalverkehr
Im Grossraum Lausanne wird der Regionalverkehr vom RER Vaud abgewickelt. Zwischen Allaman und Lausanne verkehren die R5 und die R6. Zudem nutzen die Linien R1 bis R4 das Teilstück zwischen Renens und Lausanne.
Im Grossraum Genf verkehren S-Bahn-Züge des Léman Express, die zwischen Coppet und Genf auf einem separaten Gleis verkehren.
Zwischen Allaman und Coppet wurde der Regionalverkehr eingestellt, bis auf die Stationen Rolle, Gland und Nyon wurden alle Bahnhöfe aufgehoben. Die verbliebenen Bahnhöfe werden durch InterRegio- und RegioExpress-Züge bedient.

## Zukunft
Die SBB rechnen für die Strecke bis 2030 mit einer Passagierzunahme von 120 %, so dass etwa im Rahmen des Projekts Léman 2030 verschiedene Massnahmen vorgesehen sind. Sie sollen gemäss einer Rahmenvereinbarung des Bundesamtes für Verkehr, der Waadtländer und Genfer Kantonalregierungen und der SBB in drei Etappen vollendet werden.
- Phase 1 Lausanne: Viergleisiger Ausbau zwischen Renens und Lausanne sowie Bahnsteigverlängerungen im Bahnhof Lausanne
- Phase 1 Genf: Bau von Kreuzungen auf dem Regionalverkehrsgleis Coppet – Genf bei den Stationen Mies und Chambésy sowie dreigleisiger Ausbau der Strecke Coppet – Nyon für den Güterverkehr
- Phase 2: Drittes Gleis zwischen Allaman und Renens und Trennung des Regional-, Fern- und Güterverkehrs
- Phase 3: Viergleisiger Ausbau in den Agglomerationen Genf und Lausanne sowie Ausbau des Flughafenbahnhofs Genf

Zwischen Renens und Lausanne wurde eine S-Bahn-Haltestelle namens Prilly-Malley eröffnet, diese soll Anschluss an die geplante Linie m3 der Métro Lausanne bieten.